# Muszyna
Muszyna è un comune urbano-rurale polacco del distretto di Nowy Sącz, nel voivodato della Piccola Polonia.
Ricopre una superficie di 141,99 km² e nel 2004 contava 11 149 abitanti.